# Сколівське благочиння ПЦУ
Сколівське благочиння — релігійна структура Дрогобицько-Самбірської єпархії Православної церкви України, що діє на території Стрийського району Львівської області України. Благочиння очолює протоієрей Юрій Еліяшевський.

## Парафії благочиння
| №  | Парафії                      | Населені пункти        | Настоятелі                     | Світлини |
| -- | ---------------------------- | ---------------------- | ------------------------------ | -------- |
| 1  | Архистратига Михаїла         | м. Сколе               | протоієрей Юрій Еліяшевський   |          |
| 2  | Георгія Побідоносця          | смт. Верхнє Синьовидне | ієрей Ігор Борак               |          |
| 3  | Зіслання Святого Духа        | с. Верхня Рожанка      | протоієрей Ярослав Левицький   |          |
| 4  | Святого Архистратига Михаїла | с. Завадка             |                                |          |
| 5  | Успіння Пресвятої Богородиці | с. Нижнє Синьовидне    | протоієрей Ігор Салабай        |          |
| 6  | Богоявлення Господнього      | с. Нижня Рожанка       |                                |          |
| 7  | Пресвятої Трійці             | с. Крушельниця         | ієрей Михайло Онищук           |          |
| 8  | Різдва Пресвятої Богородиці  | с. Крушельниця         | протоієрей Павло Кузьович      |          |
| 9  | Зіслання Святого Духа        | с. Крушельниця         | протоієрей Павло Кузьович      |          |
| 10 | Богоявлення Господнього      | с. Орявчик             | протоієрей Ярослав Левицький   |          |
| 11 | Святого Володимира Великого  | с. Підгородці          | священик Микола Бурядник       |          |
| 12 | Покрови Пресвятої Богородиці | с. Росохач             | митр. прот. Володимир Марцинів |          |
| 13 | Святого Миколая              | с. Труханів            | ієрей Тарас Заяць              |          |
| 14 | Івана Богослова              | с. Ямельниця           | протоієрей Андрій Перун        |          |

Капеланами є священики благочиння: Роман Вісьтак та Михайло Ульмер.